# Estado secular
| Estados laicos Estados com religião oficial Ambíguo ou sem dados |

Um Estado secular ou Estado laico é um conceito do secularismo onde o poder do Estado é oficialmente imparcial em relação às questões religiosas, não apoiando nem se opondo a nenhuma religião. Entretanto, o Estado laico não é considerado ateu ou agnóstico, tal como o Estado laico aceita a crença em um deus, apesar de também respeitar o direito à descrença religiosa. Um estado secular também procura tratar todos os seus cidadãos de maneira igual, independentemente da religião, e alega evitar o tratamento preferencial para um cidadão de uma religião/não-religião em relação a outras religiões/não-religiões.
Os Estados seculares não têm uma religião de Estado ou equivalente, embora a ausência de uma religião de Estado estabelecida não signifique necessariamente que um estado seja totalmente secular ou igualitário em todos os aspectos. Por exemplo, muitos Estados que se descrevem como seculares têm referências religiosas em seus hinos e bandeiras nacionais ou leis que beneficiam uma religião ou outra.
Um Estado secular trata todos seus cidadãos igualmente, independentemente de sua escolha religiosa, e não deve dar preferência a indivíduos de certa religião. O Estado teocrático ou teocracia é o contrário de um estado secular, ou seja, é um estado onde há uma única religião oficial, como é o caso do Vaticano (Igreja Católica) e do Irã (República Islâmica).
O Estado secular deve garantir e proteger a liberdade religiosa e filosófica de cada cidadão, evitando que alguma religião exerça controle ou interfira em questões políticas. No que difere-se do estado ateu - como era, de facto, a extinta União Soviética - se demonstra no fato de que este último se opõe a qualquer prática de natureza religiosa ou a aceitação de deus, deuses ou divindades de qualquer natureza. Entretanto, apesar de não ser um Estado ateu, o Estado Laico deve respeitar também o direito à descrença religiosa. Nem todos os Estados que garantem liberdade religiosa são completamente seculares na prática. Em Portugal, por exemplo, alguns feriados católicos - o mais notável sendo o de Nossa Senhora da Conceição, a padroeira do país - são oficiais para os funcionários públicos. Existe ainda a Concordata de 2004 que beneficia e atribui à Igreja Católica, em várias dimensões da vida social, um estatuto preferencial.
Um país laico é aquele que segue o caminho do laicismo, uma doutrina que defende que a religião não deve ter influência nos assuntos do Estado. O laicismo foi responsável pela separação entre a Igreja e o Estado e ganhou força com a Revolução Francesa. Alguns países, como é o caso do Reino Unido, são considerados seculares quando na verdade o termo não pode ser aplicado completamente de fato. No caso do Reino Unido, quando uma pessoa assume o cargo de chefe de estado, é necessário que jure fidelidade à fé anglicana. O cargo de chefe de estado e da igreja oficial pertencem à mesma pessoa - o Rei Charles III Da Inglaterra. O estado também garante que vinte e seis membros do clero da Igreja da Inglaterra sejam membros da câmara alta do parlamento. Por estes e outros motivos o Reino Unido não pode ser considerado um estado secular.
No Brasil especificamente, "o país não nega a existência de Deus, ou deuses e divindades de um modo amplo tal como a própria Constituição Federal se apresenta como elaborada "sob a proteção de Deus". Em 11 de abril de 2012, o ministro do Supremo Tribunal Federal do Brasil, Marco Aurélio Mello, reiterou em sessão da corte: "Os dogmas de fé não podem determinar o conteúdo dos atos estatais”, em uma referência à campanha de religiosos pela manutenção da criminalização do aborto de fetos anencéfalos. Afirmou ainda que as concepções morais religiosas — unânimes, majoritárias ou minoritárias — não podem guiar as decisões de Estado, devendo, portanto, se limitar às esferas privadas.

## Origem e prática
Os estados seculares tornam-se seculares, seja na criação do estado (por exemplo, nos Estados Unidos), seja na secularização do estado (por exemplo, na França ou no Nepal). Os movimentos pela laicidade na França e para a separação de igreja e Estado nos Estados Unidos definiram conceitos modernos de secularismo. Historicamente, o processo de secularizar estados tipicamente envolve conceder liberdade religiosa, desestabilizar religiões de estado, impedir que fundos públicos sejam usados para uma religião, evitar decisões legais com base na religião, liberar o sistema educacional, tolerar cidadãos que mudam de religião ou se abstenham de ter uma religião, e permitir que a liderança política chegue ao poder independentemente de suas crenças religiosas.
Na França, Itália e Espanha, por exemplo, feriados oficiais para a administração pública tendem a ser dias de festa cristã. Alguns têm raízes pagãs que datam de antes da cristianização: o Dia de Todos os Santos, por exemplo, tem origem no Dia das Bruxas (Halloween), uma festa originalmente pagã.[carece de fontes?] Em alguns estados europeus onde o secularismo confronta a filantropia monoculturalista, algumas das principais denominações cristãs e correntes de pensamento de outras religiões dependem do Estado para alguns dos recursos financeiros para suas instituições de caridade religiosas. É comum no direito societário e no direito de caridade proibir a religião organizada de usar esses fundos para organizar o culto religioso num local de culto separado ou para a conversão; o próprio corpo religioso deve fornecer o conteúdo religioso, o clero educado e os leigos para exercer suas próprias funções e pode optar por dedicar parte de seu tempo às instituições de caridade separadas. Para esse efeito, algumas dessas instituições de caridade estabelecem organizações seculares que administram parte ou todas as doações das religiões principais.[carece de fontes?]
Muitos estados que hoje são seculares na prática podem ter vestígios legais de uma religião estabelecida anteriormente. O secularismo também tem vários vestígios que podem coincidir com algum grau de religiosidade oficial. No Reino Unido, por exemplo, o(a) monarca britânico(a) ainda é obrigado(a) a fazer o Juramento de Coroação promulgado em 1688, que diz que o chefe de Estado jura manter a religião Protestante Reformada e preservar a Igreja da Inglaterra estabelecida. O Reino Unido também mantém assentos reservados na Câmara dos Lordes para 26 clérigos seniores da Igreja da Inglaterra, chamados de Lordes Espirituais. A Itália é um estado secular desde 1985, mas ainda reconhece um status especial para a Igreja Católica Romana.[carece de fontes?] A progressão reversa também pode ocorrer, no entanto; um estado pode ir de um estado secular para um estado religioso, como no caso do Irã, onde o estado secularizado da dinastia Pahlavi foi substituído por uma República Islâmica em 1979. Não obstante, os últimos 250 anos viram uma tendência ao secularismo.

## Lista por continente
Uma lista incompleta de Estados oficialmente seculares em 2007.

### África
- África do Sul
- Angola[12][13]
- Benim[14]
- Botswana
- Burquina Fasso[15]
- Burundi[16]
- Cabo Verde[17][18]
- Camarões[19]
- Chade[20]
- República Democrática do Congo[21]
- República do Congo[22]
- Etiópia[23]
- Gabão[24]
- Gâmbia[25]
- Guiné[26]
- Guiné-Bissau[27][28]
- Guiné Equatorial[29]
- Libéria[30]
- Mali[31]
- Moçambique
- Namíbia[32]
- Senegal
- Somália[33]

### América
- Bahamas
- Belize
- Bolívia
- Brasil
- Canadá[34]
- Chile
- Colômbia
- Cuba[35]
- República Dominicana
- El Salvador[36]
- Equador
- Estados Unidos[37]
- Guatemala[38]
- Guiana
- Honduras[39][40]
- Jamaica
- México[41]
- Nicarágua
- Paraguai
- Peru
- Porto Rico[42]
- Suriname
- Trinidad e Tobago
- Uruguai
- Venezuela

### Ásia
- Camboja[43]
- Cazaquistão[44]
- China[45]
- Coreia do Norte
- Coreia do Sul[46]
- Filipinas[47]
- Índia[48]
- Indonésia
- Japão[49]
- Laos
- Mongólia
- Nepal[50]
- Quirguistão[51]
- Singapura
- Síria
- Tajiquistão
- Tailândia[52]
- Taiwan
- Timor-Leste[53]
- Turquemenistão[54][55]
- Uzbequistão
- Vietname[56]

### Europa
- Albânia[57]
- Alemanha[58]
- Andorra
- Armênia[59]
- Áustria[60]
- Azerbaijão[61]
- Bielorrússia[62]
- Bélgica[63]
- Bósnia e Herzegovina
- Bulgária
- Croácia[64]
- Chipre[65]
- Escócia,  Reino Unido
- Eslováquia[66]
- Eslovênia
- Espanha
- Estónia[67]
- França[68]
- Geórgia[69]
- Hungria[70]
- Irlanda[71]
- Irlanda do Norte,  Reino Unido
- Itália[72]
- Letônia[73]
- Lituânia
- Luxemburgo
- Macedônia do Norte
- Moldávia
- Montenegro
- Países Baixos
- País de Gales,  Reino Unido
- Polónia[74]
- Portugal[75]
- Roménia
- Rússia[76]
- Sérvia
- Suécia[77]
- Suíça
- Turquia[78]
- Chéquia[79]
- Ucrânia[80]

### Oceania
- Austrália[81]
- Estados Federados da Micronésia[82]
- Fiji
- Nova Zelândia
- Papua-Nova Guiné

## Estados ambíguos
- Argentina - De acordo com o Artigo 2 da Constituição da Argentina, "O Governo Federal apoia a religião católica apostólica romana", mas não estipula uma religião oficial do Estado, nem uma separação entre igreja e estado.[83] Na prática, no entanto, o país é majoritariamente secular e não há perseguição de pessoas de outras religiões; eles são completamente aceitos e até mesmo encorajados em suas atividades.[carece de fontes?]
- Armênia: A constituição separa formalmente a igreja do estado; no entanto, reconhece a Igreja Apostólica Armênia como a igreja nacional.[84]
- Bangladesh: Existe uma ambiguidade constitucional de que o Bangladesh é tanto islâmico quanto secular.[85][86] A Suprema Corte de Bangladesh rejeitou uma proposta para adotar características islâmicas em toda a legislação.[87] No entanto, em 28 de março de 2016, a Suprema Corte emitiu um veredicto que "defende o Islã como a religião do Estado".[88] No entanto, o país não removeu o secularismo de sua constituição.[89] O secularismo ainda é um dos princípios fundadores do Bangladesh.[90]
- Brasil: A Constituição Brasileira, promulgada em 1988, afirma em seu preâmbulo ser promulgada "sob a proteção de Deus", no entanto, não é estipulada uma religião oficial. O artigo 5º, incisos VI, VII e VIII asseguram a liberdade religiosa. O artigo 19º também proíbe ao governo federal, estadual ou municipal “estabelecer cultos religiosos ou igrejas, subvencioná-los, embaraçar-lhes o funcionamento ou manter com eles ou seus representantes relações de dependência ou aliança, ressalvada, na forma da lei, a colaboração de interesse público".[91] O Brasil segue uma doutrina de "neutralidade benevolente" ou "laicidade positiva", na qual, a religião não é excluída por completo da esfera pública.[92][93][94]
  - Apesar do Brasil ser oficialmente um Estado secular, é comum ver símbolos religiosos (como crucifixos) em instalações públicas (hospitais, escolas públicas ou  tribunais).[95]
- El Salvador: Embora o Artigo 3 da Constituição de El Salvador estabeleça que "não serão estabelecidas restrições baseadas em diferenças de nacionalidade, raça, sexo ou religião", o Artigo 26 estabelece que o Estado reconhece a Igreja Católica e lhe dá preferência legal.[96]
- Finlândia: Afirma ser secular, porém a Igreja Evangélica Luterana da Finlândia e a Igreja Ortodoxa Finlandesa possuem o direito de cobrar impostos de associação de seus membros em conjunto com o imposto de renda do governo. Além dos impostos de associação, empresas também são taxadas e contribuem financeiramente com as igrejas.[97]
- Geórgia: A Geórgia dá reconhecimento distinto à Igreja Ortodoxa da Geórgia no Artigo 9 da Constituição da Geórgia e através da Concordata de 2002. No entanto, a Constituição também garante "absoluta liberdade de crença e religião".[98][99]
- Indonésia: O primeiro princípio da Pancasila, ideologia nacional da Indonésia, determina a "crença em um único Deus".[100] Diversas religiões são praticadas no país.[101] A Constituição da Indonésia garante liberdade religiosa para todos os cidadãos. Contudo, o governo reconhece apenas seis religiões oficiais: o Islã, o Protestantismo, o Catolicismo, o Hinduísmo, o Budismo e o Confucionismo[102] As outras são denominadas de kepercayaan (fé), incluindo diversas crenças indígenas. Estudos religiosos são obrigatórios da escola primária até o ensino médio. Lugares de prática religiosa são comuns em colégios e escritórios. Um Ministro dos Assuntos Religiosos é o responsável por administrar a relação do governo com as religiões.[103] Se a secularidade de um estado é definida como "não apoiar a religião, nem a irreligião", a Indonésia é laica, pois a irreligião não é permitida, embora não haja perseguição. Há a preferência de diversas crenças, representadas no governo por meio do ministério da religião.
- Israel: Quando o sionismo foi introduzido por Theodor Herzl, sua ideia era a de um estado laico, que não seria influenciado pela religião de nenhuma maneira.[104] No entanto, quando David Ben-Gurion fundou o Estado de Israel, foram escolhidos líderes religiosos ao lado de judeus seculares para compor o governo. Diversos israelenses reclamam de restrições religiosas impostas: embora não haja nenhuma lei os obrigando, muitos comércios e empresas fecham durante o Shabbat, incluindo a El Al, a principal companhia aérea do país, além de muitos meios de transporte e restaurantes.[105] Em Israel, os casamentos só podem ser realizados sob os auspícios da comunidade religiosa à qual os casais pertencem, e nenhum casamento inter-religioso realizado no país é legalmente reconhecido,[106] uma restrição baseada no sistema millet, anteriormente empregado no Império Otomano, que não foi modificado durante o Mandato Britânico e continua em vigor no Estado de Israel.[107][108] Para que um casal judeu seja formalmente casado em Israel, um casal deve ser casado por um rabino. Casais judeus só podem ser divorciados por um conselho rabínico. Muitos israelenses seculares consideram isso um absurdo e se casam no exterior, em países como o Chipre.[109] Casamentos realizados no exterior, incluindo os homoafetivos, são reconhecidos como casamentos oficiais em Israel. Todos os alimentos servidos em bases do exército, cafeterias e edifícios governamentais precisam se adequar à dieta Kosher, mesmo com a maioria da população não seguindo essas leis dietéticas.[110] Muitos símbolos religiosos judaicos se tornaram símbolos nacionais. Por exemplo, as faixas azuis na bandeira se assemelham a um talit e o brasão de Israel contém uma menorah. No entanto, alguns pontos de vista argumentam que esses símbolos podem ser interpretados como símbolos étnicos/culturais também, e ressaltam que muitos países seculares (como a Finlândia, Geórgia e Turquia) possuem símbolos religiosos em suas bandeiras. Alguns relatos consideram Israel como um estado secular, e sua definição como um "estado judeu" refere-se ao povo judeu, que inclui pessoas com relações variadas com a religião judaica, incluindo os não-crentes, ao invés da própria religião judaica.[111]
- Kiribati: Sob os termos de seu preâmbulo, a Constituição de Kiribati é proclamada pelo "povo de Kiribati, reconhecendo a Deus como o Pai Todo-Poderoso em quem confiamos". No entanto, não existe uma igreja estabelecida ou religião estatal, e o artigo 11 da Constituição protege a "liberdade de pensamento e religião de cada pessoa, a liberdade de mudar sua religião ou crença" e a liberdade de prática e educação religiosa pública ou privada.[112]
- Líbano: Como define o Pacto Nacional de 1943, cargos no governo são extremamente definidos pela religião:[113]
  - O presidente da república precisa ser um cristão maronita;
  - O primeiro-ministro da república precisa ser um muçulmano sunita;
  - O presidente do parlamento precisa ser um muçulmano xiita;
  - O vice-presidente do parlamento e o vice-primeiro-ministro precisa ser um cristão ortodoxo grego;
  - O chefe do Estado-Maior precisa ser um druso.
- Malásia: No Artigo 3 da Constituição da Malásia, o Islã é declarado como a religião oficial do país: "O Islã é a religião da Federação; mas outras religiões podem ser praticadas em paz e harmonia em qualquer parte da Federação". Em 1956, o partido da Aliança apresentou um memorando à Comissão Reid, responsável pela elaboração da constituição malaia. O memorando citava: "A religião da Malásia deve ser o islamismo. A observância deste princípio não deve impor nenhuma deficiência aos cidadãos não muçulmanos que professam e praticam sua própria religião e não implica que o estado não seja um estado secular". O texto integral do Memorando foi inserido no parágrafo 169 do Relatório da Comissão.[114] O texto integral do Memorando foi inserido no parágrafo 169 do Relatório da Comissão.[115] Esta sugestão foi posteriormente levada adiante nas Propostas Constitucionais da Federação da Malásia em 1957, citando especificamente no parágrafo 57: "Foi incluída na proposta de Constituição Federal uma declaração de que o Islã é a religião da Federação.[116] Isso não afetam a posição atual da Federação como um Estado secular..." No início da década de 1980, o então primeiro-ministro Mahathir Mohamad implementou um programa oficial de islamização, no qual os valores e princípios islâmicos foram introduzidos na ética do setor público, apoio financeiro substancial para o desenvolvimento da educação religiosa islâmica, lugares de culto e desenvolvimento da religião islâmica.[117][118] O governo da Malásia também fez esforços para expandir os poderes dos órgãos estatutários estatais, como o Tabung Haji, o JAKIM (Departamento de Desenvolvimento Islâmico da Malásia) e o Conselho Nacional de Fatwa. Tem havido muito debate público continuado sobre se a Malásia é um estado confessional islâmico ou secular.[119]
- Myanmar: O artigo 19 da Constituição de Mianmar estabelece que "o Estado reconhece a posição especial do budismo como a fé professada pela grande maioria dos cidadãos do Estado". enquanto o Artigo 20 menciona "O Estado também reconhece o cristianismo, o islamismo, o hinduísmo e o animismo como as religiões existentes na União na data em que a Constituição Estadual entra em vigor".[120] O governo segue uma política de pluralismo religioso e tolerância no país, como estipulado no Artigo 21 de sua constituição, "O Estado prestará assistência e protegerá como possivelmente as religiões que reconhece". Em 1956, o embaixador birmanês na Indonésia, U Mya Sein, citou que "a Constituição da União da Birmânia prevê um Estado secular embora ela apoie que o budismo seja professado pela maioria (90%) da nação".[121] Embora o budismo não seja a religião do Estado em Mianmar, o governo fornece financiamento das universidades públicas a monges budistas, determinou a recitação compulsória de orações budistas nas escolas públicas e patrocina o clero budista de tempos em tempos para obter apoio popular e legitimação política.[122]
- Nauru: A Constituição de Nauru afirma em seu preâmbulo que "o povo de Nauru reconhece Deus como o Senhor todo-poderoso e eterno e o doador de todas as coisas boas". No entanto, não há religião estatal ou igreja estabelecida, e o artigo 11 da Constituição protege o "direito à liberdade de consciência, pensamento e religião de cada pessoa, incluindo a liberdade de mudar sua religião ou crenças e liberdade", e o direito de praticar sua religião.[123]
- Nepal: O Nepal era a única monarquia hindu no mundo, mas depois que se tornou uma república em 2008, o país se tornou secular, proporcionando liberdade religiosa e cultural, ao mesmo tempo em que defendia o status especial do hinduísmo. Shiva tem sido considerada a divindade guardiã entre os hindus nepaleses. No entanto, o hinduísmo tem sido considerado como a religião oficial do estado do Nepal devido à formulação da Constituição desta maneira - "Secularismo no Nepal significa proteção da religião antiga chamada Sanatan Dharma, ou seja, o hinduísmo". O estado adotou a vaca como seu animal nacional, que é um animal sagrado no Sanatan Dharma (hinduísmo), e o governo proibiu o abate de vacas, declarando-o ilegal. A conversão de uma religião para outra é proibida de acordo com a constituição e a lei do Nepal.[carece de fontes?]
- Noruega: A Noruega mudou a redação da constituição em 21 de maio de 2012, para remover referências à igreja do Estado. Até 2017, a Igreja da Noruega não era uma entidade legal separada do governo, mas a partir desse ano, a Igreja da Noruega se tornou uma igreja nacional, uma entidade legalmente distinta do estado com status constitucional especial. O Rei da Noruega deve ser, segundo a Constituição, um membro da Igreja da Noruega, e a igreja é regulada por uma lei canônica especial, ao contrário de outras religiões.[124]
- Roménia: A constituição romena declara a liberdade religiosa, mas todas as denominações religiosas reconhecidas permanecem financiadas pelo Estado. Desde 1992, essas denominações também mantiveram o monopólio da venda de artigos religiosos, o que inclui todas as velas, exceto velas decorativas e velas para casamento e batismo. Atualmente, é ilegal na Romênia vender velas de culto sem a aprovação da Igreja Ortodoxa Oriental ou de outra denominação religiosa que emprega velas.[125] A Romênia reconhece 18 denominações e religiões: vários ramos da Igreja Ortodoxa, a Igreja Católica, Protestantismo e Neo-Protestantismo (incluindo as Testemunhas de Jeová), Judaísmo e Islamismo Sunita.[126] No entanto, cultos ou denominações não reconhecidos não são proibidos.
- Sri Lanka: A constituição do Sri Lanka não cita uma religião de Estado.[127] No entanto, o Artigo 9 do Capítulo 2, que declara que "A República do Sri Lanka dará ao Budismo o primeiro lugar e, portanto, o dever do Estado de proteger e promover o Buda Sasana" torna o Sri Lanka um Estado ambíguo no que diz respeito ao secularismo. Em 2004, Jathika Hela Urumaya propôs uma emenda constitucional que faria uma referência clara ao budismo como a religião do estado, que foi rejeitada pela Suprema Corte do Sri Lanka.[120]
- Suíça : A Confederação Suíça é um Estado secular em nível federal. No entanto, a constituição começa o seu preâmbulo com as palavras "Em nome do Deus Todo Poderoso!". 24 dos 26 cantões apoiam a Igreja Católica ou a Igreja Reformada Suíça.[carece de fontes?]
- Síria: A constituição da Síria exige que o presidente seja um muçulmano e a jurisprudência islâmica seja uma importante fonte de legislação,[128] apesar dos governos de Bashar al-Assad e de seu antecessor, Hafez al-Assad, serem amplamente seculares na prática.[carece de fontes?]
- Tailândia: A seção 9 da Constituição Tailandesa de 2007 afirma que "O rei é um budista e defensor das religiões", e a seção 79 faz outra referência relacionada: "O Estado deve patrocinar e proteger o budismo como a religião observada pela maioria dos tailandeses por um longo período de tempo e outras religiões, promover a boa compreensão e harmonia entre os seguidores de todas as religiões, bem como incentivar a aplicação de princípios religiosos para criar a virtude e desenvolver a qualidade de vida ".[129] O Departamento de Estado dos Estados Unidos caracterizou que essas provisões fazem do budismo a religião oficial de facto da Tailândia. Houve pedidos de budistas para fazer uma referência explícita ao budismo como religião do país, mas o governo rejeitou esses pedidos.[120] Acadêmicos e especialistas em direito argumentaram que a Tailândia é um Estado laico, já que as disposições de seu código penal são geralmente irreligiosas por natureza.[130]
- Tonga: A Constituição de Tonga começa o seu preâmbulo referindo-se à "vontade de Deus de que o homem seja livre". O Artigo 6 estabelece que "o Dia do Senhor (o domingo) deve ser mantido como dia sagrado", proíbe qualquer "empreendimento comercial" nesse dia e afirma que "qualquer acordo feito ou testemunhado nesse dia será nulo e sem efeito legal".[131] O Artigo 5 estabelece: "Todos os homens são livres para praticar sua religião e adorar a Deus, conforme julgarem adequado, de acordo com os ditames de suas próprias consciências de adoração, e para se reunirem para o culto religioso em lugares que possam escolher". No entanto, a Constituição não prevê uma igreja estabelecida ou religião do Estado.[132] Qualquer pregação na rádio ou televisão pública deve ser feita "dentro dos limites da tradição cristã dominante", embora nenhuma denominação religiosa específica seja favorecida.[133]
- Reino Unido: A Igreja da Inglaterra é a igreja oficial da Inglaterra. Não é mais oficial na Irlanda do Norte ou no País de Gales, pois a Igreja Anglicana nessas respectivas regiões (Igreja da Irlanda e Igreja de Gales) recebeu autonomia da igreja principal da Inglaterra em 1871 e 1920, respectivamente. Na Escócia, a Igreja da Escócia tem um status constitucional especial e ambíguo como igreja nacional. Além disso, diferentemente de suas contrapartes galesa e irlandesa, o anglicanismo na Escócia (a Igreja Episcopal Escocesa) nunca recebeu status estabelecido; entretanto, como a Igreja da Irlanda e a Igreja no País de Gales, a Igreja Episcopal Escocesa é autônoma da Igreja principal da Inglaterra. As respectivas igrejas da Irlanda, Escócia e País de Gales, porém, ainda estão em plena comunhão com a Igreja Anglicana.[carece de fontes?]
  - Dois arcebispos e 24 bispos diocesanos da Igreja da Inglaterra, chamados de Lordes Espirituais, têm assentos na Câmara dos Lordes, onde participam de debates e votam decisões que afetam todo o Reino Unido. O Parlamento é aberto com orações, lideradas por um Lorde Espiritual na Câmara dos Lordes e o capelão do presidente do Parlamento na Câmara dos Comuns.
  - O termo completo para a expressão da soberania da Coroa pela legislação é Coroa no Parlamento sob Deus. Na cerimônia de coroação, o monarca do Reino Unido é ungido com óleo consagrado pelo Arcebispo da Cantuária em um culto na Abadia de Westminster e deve fazer o juramento de coroação, promulgado em 1688, que diz que o monarca jura manter as Leis de Deus e a verdadeira profissão do Evangelho, manter o Protestantismo no Reino Unido, especificamente a Igreja da Inglaterra, e a doutrina, adoração, disciplina e governo, como pela lei estabelecida na Inglaterra.[7]
  - Por isso, embora a Igreja da Irlanda não esteja a igreja oficial na Irlanda e a Igreja da Inglaterra e a Igreja de Gales não são mais as igrejas oficiais no País de Gales, a Coroa Britânica ainda é obrigada a proteger o Protestantismo em geral em todo o Reino Unido pela Lei do Juramento de Coroação de 1688 e a Declaração de Direitos de 1689, e a proteger a Igreja da Escócia pelo Tratado de União de 1707.[7] Todos os membros do Parlamento Britânico devem declarar sua lealdade à Rainha antes de assumir o seu assento no parlamento. No entanto, cada membro individual, no entanto, pode escolher se quer ou não fazer um juramento religioso.[carece de fontes?]

## Estados seculares anteriores
- Afeganistão (1978-1980): O Afeganistão se tornou um Estado secular após a Revolução Saur, mas o Islã se tornou uma religião oficial novamente em 1980.
- Irão (1925-1979): Tornou-se um estado secular em 1925, depois que Reza Pahlavi foi instalado como Xá do Irã. Em 1979, depois da derrubada do Xá com a Revolução Iraniana, o Islã voltou a ser a religião de Estado, seguido da adoção de uma nova constituição.
- Paquistão (1947-1956): Depois que uma nova constituição entrou em vigor no país em 1956, o Islã foi instituído como a religião de estado.
- Iraque (1932-2005): O Iraque tornou-se um estado secular em 1932, após sua independência. No entanto, o Islã foi instituído como a religião do estado do Iraque em 2005, após a adoção de uma nova constituição iraquiana.[134]
- Samoa (1962-2017): Em 2017, a Assembléia Legislativa de Samoa aprovou uma emenda constitucional que instituiu o cristianismo como a religião do Estado.[135]